# Jin Kab-yong
Dans ce nom coréen, le nom de famille, Jin, précède le nom personnel.
Jin Kab-Yong (né le 8 mai 1974 à Pusan, Corée du Sud) est un instructeur coréen de baseball qui joue avec les Samsung Lions de Daegu dans la ligue sud-coreenne de baseball.
Il a obtenu la médaille d'or de baseball lors des jeux asiatiques 1998 à Bangkok de la Thaïlande et lors des Jeux asiatiques 2002 à Pusan, et la médaille d'or de baseball lors des jeux olympiques 2008 à Pékin.
Il a obtenu la 3e place à la Classique mondiale de baseball 2006.